# Hans Herrmann (Politiker, 1889)
Hans Herrmann (* 26. Januar 1889 in Regensburg; † 20. August 1959 ebenda) war ein deutscher Jurist und ein vorwiegend kommunal tätiger Politiker (BVP, NSDAP, CSU). Er war 1933 Mitglied des Reichstags, 1925 bis 1945 zweiter Bürgermeister und 1952 bis 1959 Oberbürgermeister von Regensburg sowie von 1954 bis 1958 Mitglied des Bayerischen Landtags.

## Leben und Wirken
Nach dem Besuch der Volksschule und der humanistischen Gymnasien in Würzburg und Regensburg studierte Herrmann Rechtswissenschaften zunächst am Regensburg Lyzeum und danach an den Universitäten Würzburg und München. Er war Mitglied der in Regensburg gegründeten katholischen Studentenvereinigung K.St.V. Albertia München. 1920 legte er die Staatsprüfung für den höheren Justiz- und Verwaltungsdienst ab.
Dem Abschluss folgte eine Anstellung als juristischer Hilfsarbeiter bei der Stadt Regensburg, daraufhin wurde er erst Rechtsassessor und dann Anfang 1921 Stadtsyndikus bei der Stadtverwaltung Regensburg. In dieser Zeit wandte sich Herrmann der Lokalpolitik zu und als Mitglied der Bayerischen Volkspartei (BVP), der er seit 1918 angehörte, wurde er 1922 rechtskundiger Stadtrat und ab 1. Januar 1925 zweiter rechtskundiger Bürgermeister der Stadt.
Später übernahm er das Amt des stellvertretenden Vorsitzenden des Kreistages der Oberpfalz. Außerdem wurde er Mitglied der Landesvorstandschaft der Bayerischen Volkspartei.

### Hans Herrmann und das nationalsozialistische Regime
Bei der Reichstagswahl vom März 1933 wurde Herrmann Mitglied des achten Reichstags der Weimarer Republik, in dem er den Wahlkreis 25 (Niederbayern/Oberpfalz) vertrat. Als BVP-Abgeordneter stimmte Herrmann unter anderem für das von der Regierung Hitler eingebrachte Ermächtigungsgesetz vom 24. März 1933, das die juristische Grundlage für die Errichtung der NS-Diktatur bildete.
Am 26. Juni 1933 wurde Herrmann kurzzeitig in „Schutzhaft“ genommen und am gleichen Tag wegen gesundheitlicher Probleme in ein Regensburger Krankenhaus überliefert. In seinem Amt als zweiter Bürgermeister wurde er – entgegen der Forderung des NSDAP-Kreisleiters Wolfgang Weigert – auf Wunsch des Nazi-Bürgermeisters Otto Schottenheim belassen. Zum 1. Mai 1935 trat er der NSDAP bei (Mitgliedsnummer 3.613.732), im Jahr 1936 wurde er außerdem förderndes Mitglied der SS. Daneben war Herrmann Mitglied in vielen weiteren NS-Organisationen, so übte er z. B. die Funktion des „Kreishauptstellenleiters“ aus. Im Juli 1942 bekam er das Kriegsverdienstkreuz 2. Klasse verliehen.
Neben seiner Funktion als zweiter Bürgermeister unterstand Herrmann das Verkehrs-, das Werks- und das Grundstücksreferat, er übte u. a. weitere Funktionen als Geschäftsführer und den Vorsitz des Aufsichtsrats der Stadtbau GmbH aus.
Im Rahmen dieser dienstlichen Aufgaben war er u. a. mit der so genannten „Arisierung“ von jüdischem Eigentum befasst und leitete persönlich die Verhandlungen anlässlich des Zwangsverkaufs des Grundstücks der im November 1938 abgebrannten Synagoge. Nach Helmut Halter nützte er hierbei die Notlage der jüdischen Gemeinde als „abgebrühter Grundstückshändler“ aus und drückte deren Preisvorstellungen.

### Bewertung des Wirkens Herrmanns in der Zeit des Nationalsozialismus
Die Bewertung von Herrmanns Verhalten in der NS-Zeit ist in der Forschung bis heute umstritten. Arbeiten, die Herrmann freundlich gesonnen sind, gehen davon aus, dass sein Eintritt in die NSDAP nur in der Absicht erfolgte, Schlimmeres zu verhindern, soll heißen, um „echte Nazis“ im Amt zu verhindern. Diese Bewertung deckt sich mit der Verteidigungsstrategie von Herrmann nach Kriegsende. Helmut Halter, der Verfasser des Standardwerks „Regensburg unterm Hakenkreuz“, hingegen weist u. a. auf die gute Zusammenarbeit von Hermann und dem damaligen NSDAP-Oberbürgermeister Schottenheim hin, der ihm im Jahr 1940 eine aktive Betätigung in der NSDAP und besondere Verdienste „bei der Erledigung von kriegswichtigen Aufgaben“ der Stadtverwaltung bescheinigte. Bürgermeister Herrmann übte während der Kriegszeit in der Verwaltung der Stadt Regensburg, in der so entscheidend kriegswichtige Betriebe wie die Messerschmitt GmbH tätig waren, eine unentbehrliche Funktion aus, da nur er die von der Deutschen Gemeindeordnung geforderten Qualifikationen besaß.

### Hans Herrmann nach der Zeit des Nationalsozialismus
Unmittelbar nach Kriegsende wurde Herrmann von der US-Militärregierung als kommissarischer Leiter der Stadtverwaltung eingesetzt, aber bereits am 14. Juni 1945 wieder aus diesem Amt entfernt und durch Gerhard Titze ersetzt. In der Folge wurde Herrmann angeklagt, im August 1946 in erster Instanz im Spruchkammerverfahren als „Belasteter“ eingestuft und zu einem halben Jahr Zwangsarbeit verurteilt mit dem Verbot weiterer politischer Betätigung. Ebenso wurde ihm auf Dauer untersagt, ein öffentliches Amt zu bekleiden und eine öffentliche Pension zu beziehen. In den darauf folgenden Berufungsinstanzen der Spruchkammer wurde Herrmann im Februar 1947 zum „Mitläufer“ herabgestuft, eine Einschätzung, die von der amerikanischen Militärregierung als irrtümlich eingestuft und daraufhin aufgehoben wurde (Non-Concurrence-Bescheid). Nach politischem Druck des Staatsministers für Sonderaufgaben Ludwig Hagenauer auf den Bayerischen Kassationshof bestätigte dieser das Urteil im Februar 1948.
Trotz des Verbotes, sich politisch zu betätigen, beteiligte sich Herrmann noch im Jahr 1945 an der Gründung der CSU in Regensburg. Für diese Partei wurde er im Jahr 1952 zum Oberbürgermeister von Regensburg gewählt und in diesem Amt 1956 bestätigt. Nach der Einschätzung von Halter hat sich Herrmann in dieser Zeit ungewöhnlich stark für „einige der ehemals führenden Nationalsozialisten der Stadt“ eingesetzt. So ließ er dem vormaligen NSDAP-Kreisleiter Wolfgang Weigert eine „freiwillige Beihilfe“ zukommen, bis das Bayerische Innenministerium 1957 verfügte, dass die Stadt Regensburg Weigert als ehemaligem städtischen Schulrat einen Unterhaltsbeitrag zu zahlen habe.
Von 1950 bis 1955 amtierte Herrmann als Vorsitzender des Bezirksverbandes der CSU Oberpfalz und als Mitglied des Landesvorstandes der CSU. Von 1954 bis 1958 gehörte er als Abgeordneter dem Bayerischen Landtag an.

### Auszeichnungen, aber auch Streichung von der Liste der Ehrenbürger und Schulumbenennung
Die Stadt Regensburg zeichnete Hans Herrmann in seinem Todesjahr 1959 mit der Ehrenbürgerschaft aus und ehrte ihn posthum mit der Benennung einer Volksschule nach seinem Namen.
Seit Ende der 1990er Jahre war verstärkt öffentliche Kritik an der Benennung einer Schule nach Hans Herrmann vernehmbar. Nach Beschluss des Bayerischen Landtages vom April 2013 erstellte das Kultusministerium einen Bericht über Schul-Namenspatrone, die wegen ihrer NS-Vergangenheit als problematisch einzustufen sind. Darin wird auch die Hans-Herrmann-Schule in Regensburg genannt. Das Schulforum beschloss mit großer Mehrheit, den Namen abzulegen und die Schule in Willi-Ulfig-Mittelschule umzubenennen.
Nach einem Beschluss des Stadtrats der Stadt Regensburg vom Juli 2015 wurde der Name Hans Herrmann aus der Liste der Ehrenbürger und aus der Liste der Träger der Silbernen Bürgermedaille entfernt. Der nach ihm benannte Park wurde in Albert-Schweitzer-Park umbenannt.